# Feldbahn Rechtenstein
| Feldbahn Rechtenstein | Feldbahn Rechtenstein |
| --------------------- | --------------------- |
| Streckenverlauf       |                       |
| Streckenlänge:        | 0,7 km                |
| Spurweite:            | 600 mm (Schmalspur)   |
|                       |                       |
| Land:                 | Deutschland           |
| Bundesland:           | Baden-Württemberg     |
| Eröffnung:            | 1922                  |

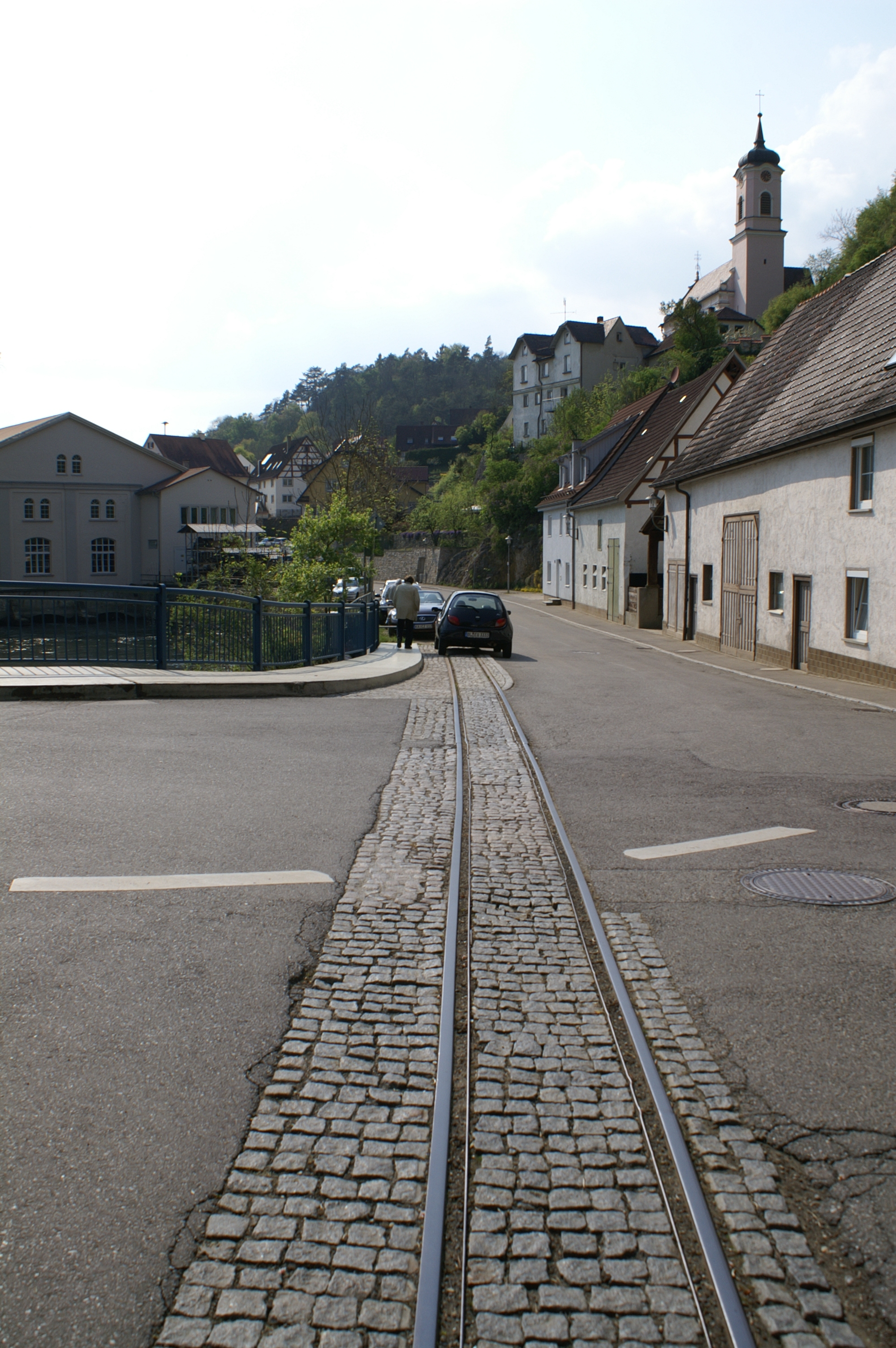
Gleislage bei der Donaubrücke, Blickrichtung Kraftwerk. Ab hier verläuft das Gleis neben der Landesstraße 249.

Die Feldbahn Rechtenstein ist eine baden-württembergische Schmalspurbahn, die den Bahnhof Rechtenstein mit dem Wasserkraftwerk Rechtenstein verbindet.

## Geschichte
1905 wurde die an der Donau liegende ehemalige Mühle Rechtenstein in ein industrielles Wasserkraftwerk umgebaut und fortan zur Zellulose- beziehungsweise Papierherstellung genutzt. Weil sich der Bahnhof Rechtenstein außerhalb der in der Ortsmitte gelegenen Produktionsstätte befand, sollte bereits von Beginn an eine elektrische Anschlussbahn die Verbindung dorthin herstellen. Dies gelang jedoch nicht auf Anhieb. Erst 1911 wurde das Projekt erneut aufgenommen, dann aber zunächst durch den Ersten Weltkrieg und später durch administrative Hürden weiter verzögert.
Erst am 12. Juni 1922 erteilte das Innenministerium dem Papierfabrikanten Hermann Krum die Betriebsgenehmigung für die rund 700 Meter lange elektrische Feldbahn mit einer Spurweite von 600 Millimetern. Die Maschinenfabrik Esslingen lieferte hierzu eine kleine Elektrolokomotive mit Mittelführerstand. Mit ihrer Hilfe konnte die Fabrik mit Holz versorgt werden, am Bahnhof wurde hierzu ein Lagerplatz eingerichtet. Im Gegenzug konnten die in Rechtenstein produzierten Faserstoffe zum Bahnhof transportiert werden, um auf Güterwagen der normalspurigen Bahnstrecke Ulm–Sigmaringen umgeladen und zur Weiterverarbeitung in die Papierfabrik Scheer transportiert zu werden.
Die Anlage einer elektrischen Feldbahn ist dabei vergleichsweise selten, nur sehr wenige waren beziehungsweise sind elektrifiziert. Heute gilt dies beispielsweise noch für die Bahn der internationalen Rheinregulierung und die Feldbahn des Sodawerkes Staßfurt. Der elektrische Betrieb lohnt sich bei Feldbahnen prinzipiell nur bei gleich bleibender Streckenführung und wenn vor Ort die Möglichkeit besteht, günstig elektrischen Strom zu beziehen. Beide Bedingungen waren in Rechtenstein gegeben.
Nachdem Ende der 1960er Jahre ein Lastkraftwagen die Lokomotive der Bahn rammte, schien eine Reparatur nicht mehr möglich. Infolgedessen wurde sie verschrottet und die Oberleitung entfernt. Anschließend wurden die Güterloren der Bahn ein Jahrzehnt lang mit einem Unimog, später dann mit Traktoren gezogen. Ende der 1970er Jahre beschaffte der Betreiber dabei noch größere Loren aus der Westschweiz. Ende 1993 musste die seinerzeit letzte selbständige Holzstofffabrik der Europäischen Gemeinschaft schließlich ihren Betrieb einstellen, womit auch die Bahn nicht mehr benötigt wurde.
Doch befuhr bereits seit 1984 ein Privatmann die Strecke mit einer selbstgebauten Handdraisine. In diesem Kontext entstand die Idee, die Bahn zu den zweimal jährlich stattfindenden Rechtensteiner Krämermärkten fahren zu lassen. 1994 wurde hierzu eine gebrauchte Diesellokomotive der Arnold Jung Lokomotivfabrik von 1936 beschafft und zwei Loren zu Personenwagen umgebaut. Mit Konzession vom 31. Oktober 2014 verkehrt die Bahn seither als offizielle Museumsbahn und wird nach dem baden-württembergischen Landesseilbahngesetz (LSeilbG) an bestimmten Tagen im Jahr betrieben.

## Verlauf
Die Strecke beginnt auf dem Bahnhofsvorplatz von Rechtenstein, der frühere Umladeplatz befand sich auf der östlichen Seite des Stationsgebäudes. Von dort aus folgt sie – zunächst parallel zur Hauptbahn – der Bahnhofstraße auf der rechten Straßenseite. Etwa 200 Meter nach dem Bahnhof überquert die Strecke der Feldbahn deren Fahrbahn und folgt ab hier dem Ufer der Donau flussaufwärts. Beim Kilometer 0,4 überquert sie die aus Richtung Obermarchtal kommende Landesstraße 249, folgt dann der Hayinger Straße und mündet schließlich auf dem Gelände des Wasserkraftwerks, heute: Dipl.-Ing. Elmar Reitter – Wasserkraftanlagen.